# TB 03 Roding
Der TB 03 Roding ist ein Sportverein aus Roding in der Oberpfalz. Der volle Vereinsname lautet Turn-Bund 03 Roding e. V. Bekannt ist er durch sein Gewichtheber-Team, welches in der ersten Gewichtheber-Bundesliga hebt. Relativ erfolgreich ist auch die Handball-Abteilung, welche in den 1990er Jahren in der drittklassigen Regionalliga spielte.

## Gewichtheben
Die Abteilung Gewichtheben wurde 1973 von Anton Hecht gegründet. Bereits in den 1980er und 1990er Jahren hob die erste Mannschaft in der 1. Bundesliga. Nach dem Abstieg 1993 trat man in der 2. Bundesliga an. Mehrmals konnte man die Meisterschaft in der Gruppe Süd erringen, verzichtete jedoch auf den Aufstieg. Erst 2008 nahm man das Aufstiegsrecht wahr und trat 2008/09 nach 15 Jahren erstmals wieder in der 1. Bundesliga an. Mit einer sehr jungen Hebermannschaft erreichte man in der Gruppe Süd den 3. Platz, im darauf folgenden Jahr den zweiten Platz. Die 2. Mannschaft hebt in der 2. Bundesliga. Der aktuelle Kader der Bundesligamannschaft lautet: Gregor Nowara, Petr Stransky, Herrmann Voit, Hans Brandhuber, Peter Kulzer, Annika Pilz, Florian Reisecker, Ali Isilay und Annabell Jahn. Trainer ist Gregor Nowara.
2021 konnte der bisher größte Erfolg des Vereins gefeiert werden: Die Gewichtheber holten die deutsche Vizemeisterschaft. Im Finale unterlag man dem AV 03 Speyer.

## Handball
Die Herrenmannschaft Handball gewann 1997 unter Trainer Fritz Zenk die Bayernliga und stieg in die damals drittklassige Regionalliga auf. 1999 bildete man eine Spielgemeinschaft mit der SG Post/Süd aus dem etwa 40 Kilometer entfernten Regensburg. Die Mannschaft war sportlich erfolgreich – 1999/2000 beendete man die Saison der Regionalliga Süd, Staffel Süd auf Platz 4 – wirtschaftlich jedoch nicht. Nach der Saison wurde die Spielgemeinschaft aufgelöst und Roding zog sich in die Bezirksklasse zurück.
Durch die starke Jugendarbeit konnte die Männermannschaft des TB schnell wieder bis zur Bayernliga (vierthöchste Spielklasse) aufsteigen. 2010/11 konnte der TB sich als Bayerischer Pokalsieger für die erste Runde des DHB-Pokal qualifizieren. Dort unterlag man dem damaligen Zweitligisten HC Erlangen mit 22:31.
Die Handballabteilung nimmt derzeit mit einer Herrenmannschaft und sechs Nachwuchsmannschaften am Spielbetrieb des Bayerischen Handballverbandes (BHV) teil.
Die erste Herrenmannschaft spielt aktuell in der Bezirksoberliga (Ostbayern). Der TB 03 trägt seine Heimspiele in der Rundturnhalle Roding aus.

### Erfolge
| - Aufstieg in die Regionalliga Süd (3. Liga) 1997 - Bayerischer Meister 1997 - DHB-Pokal Hauptrundenteilnehmer 2010/11 - Bayerischer Pokalsieger 2010 - Bayerischer Vizemeister 1996 | - Aufstieg in die Handball-Bayernliga 1990, 1994, 2006 und 2008 - Südbayerischer Landesligameister 1990, 1994 - Nordbayerischer Landesligameister 2008 - Vizemeister Landesliga Nord 2006 |

#### Spielerpersönlichkeit
- Michal Tonar
- Martin Setlik

## Weitere Abteilungen
Neben Gewichtheben und Handball werden im TB 03 Roding die Sportarten Fußball, Badminton, Karate, Skisport, Tennis, Turnen und Volleyball betrieben.